# Patrick Roberts
Patrick John Joseph Roberts (ur. 5 lutego 1997 w Kingston upon Thames) – angielski piłkarz występujący na pozycji pomocnika w angielskim klubie Sunderland oraz w reprezentacji Anglii do lat 21. Wychowanek Fulham, w swojej karierze grał także w Celticu.